# Carré militaire français de Bellenglise
 (mai 2018).
Si vous disposez d'ouvrages ou d'articles de référence ou si vous connaissez des sites web de qualité traitant du thème abordé ici, merci de compléter l'article en donnant les références utiles à sa vérifiabilité et en les liant à la section « Notes et références ».
Le carré militaire français de Bellenglise est un cimetière militaire regroupant les tombes de soldats français tués en 1914 lors de la bataille de Bellenglise, ainsi que celle de Russes faits prisonniers par les Allemands par la suite.

## Localisation
Le carré militaire français de Bellenglise se trouve à gauche en entrant dans le cimetière communal situé sur la D 31 menant à Vermand à 500 mètres de la sortie du village. Ce carré militaire regroupe les tombes de trente-deux soldats du 10e régiment d'infanterie territoriale, tués le 28 août 1914 lors de la bataille qui s'est déroulée à Bellenglise. Sept prisonniers russes, inhumés par les Allemands pendant la guerre, réunis dans deux tombes reposent également dans ce lieu.

## Histoire
Lors de la retraite des troupes anglaises, les territoriaux, dont c'était le premier combat, ont été chargés de protéger Bellenglise et sont tombés en quelques heures sous les balles des mitrailleuses allemandes.
Le monument a été rénové en 2014 lors du centenaire.

## Galerie

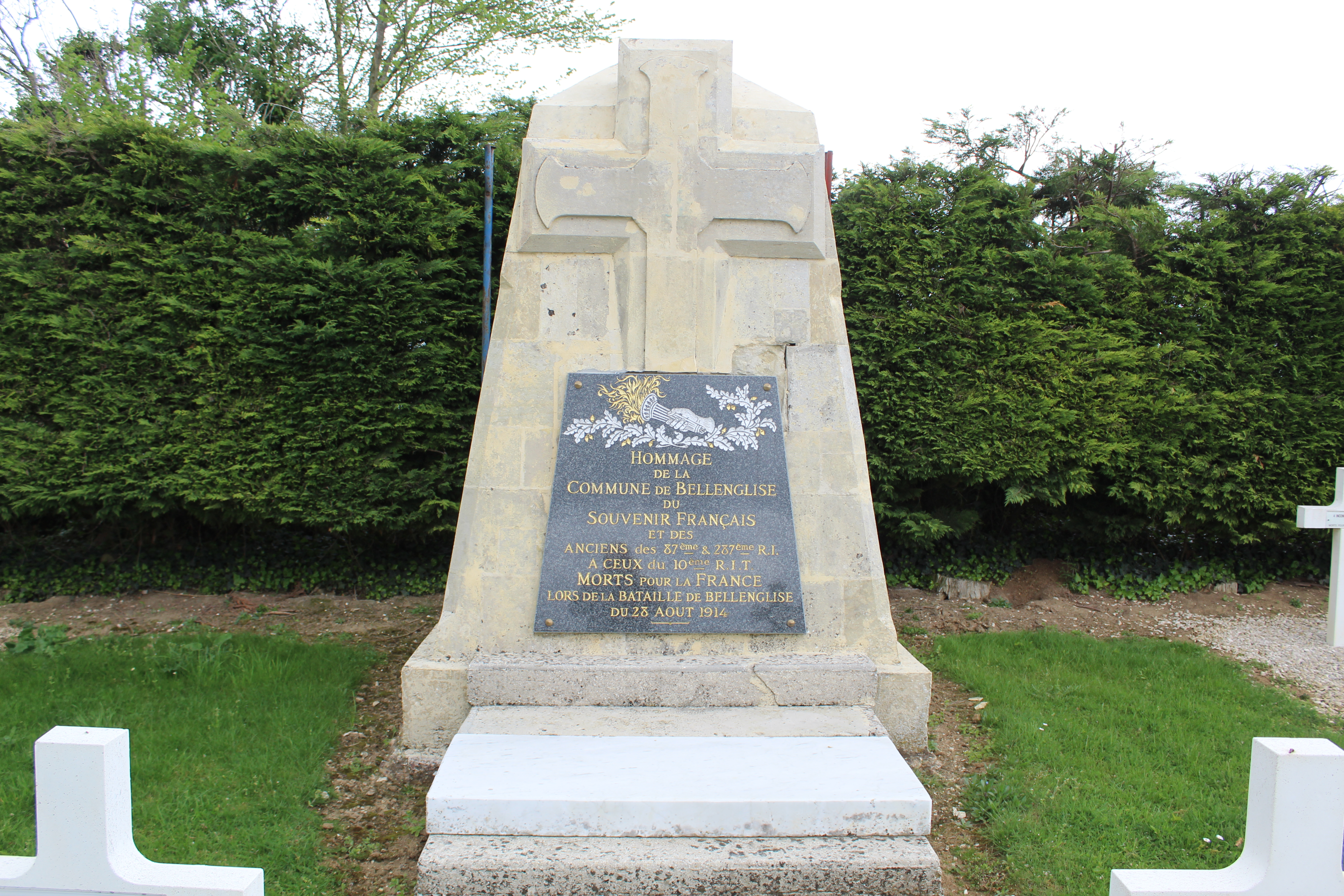
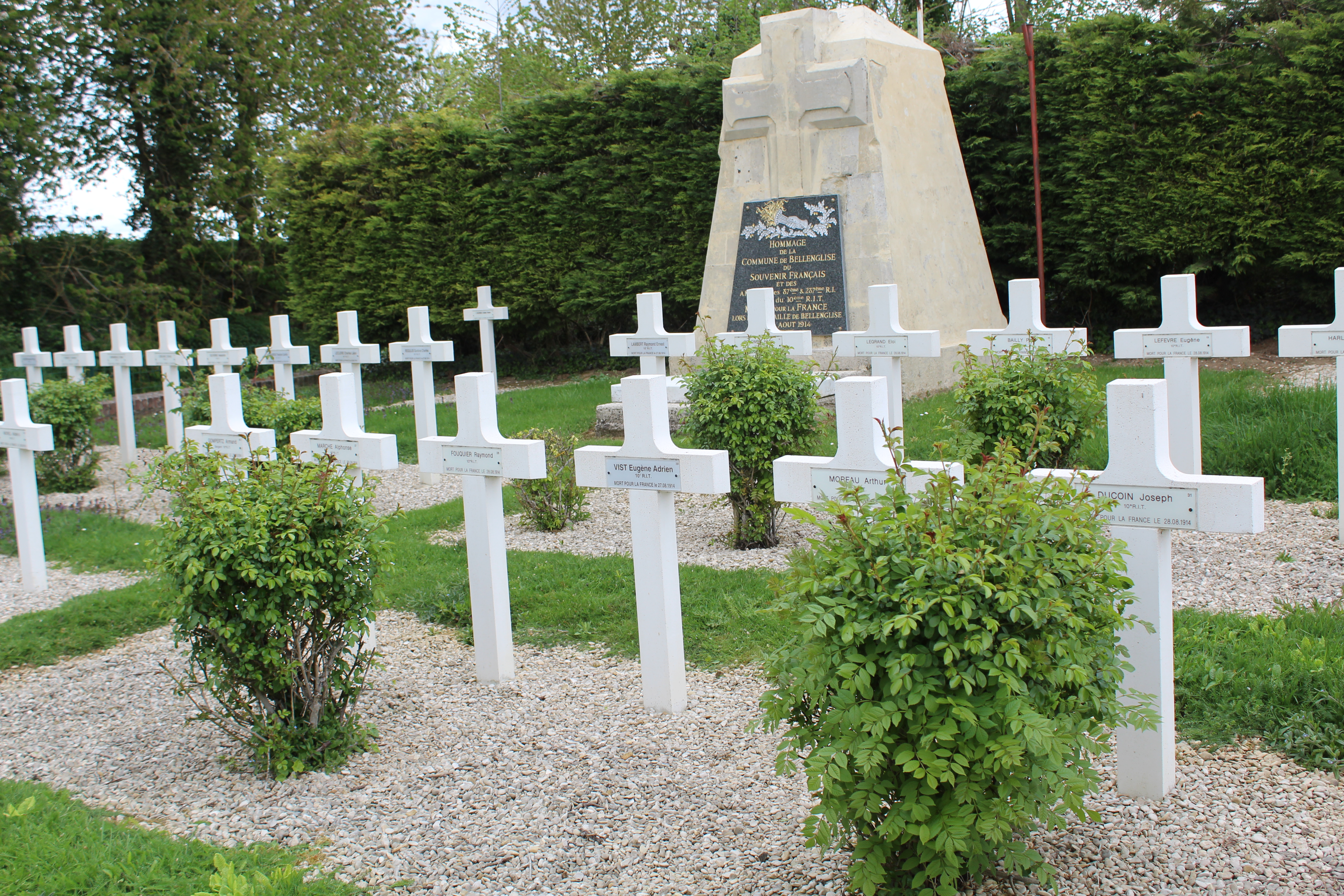
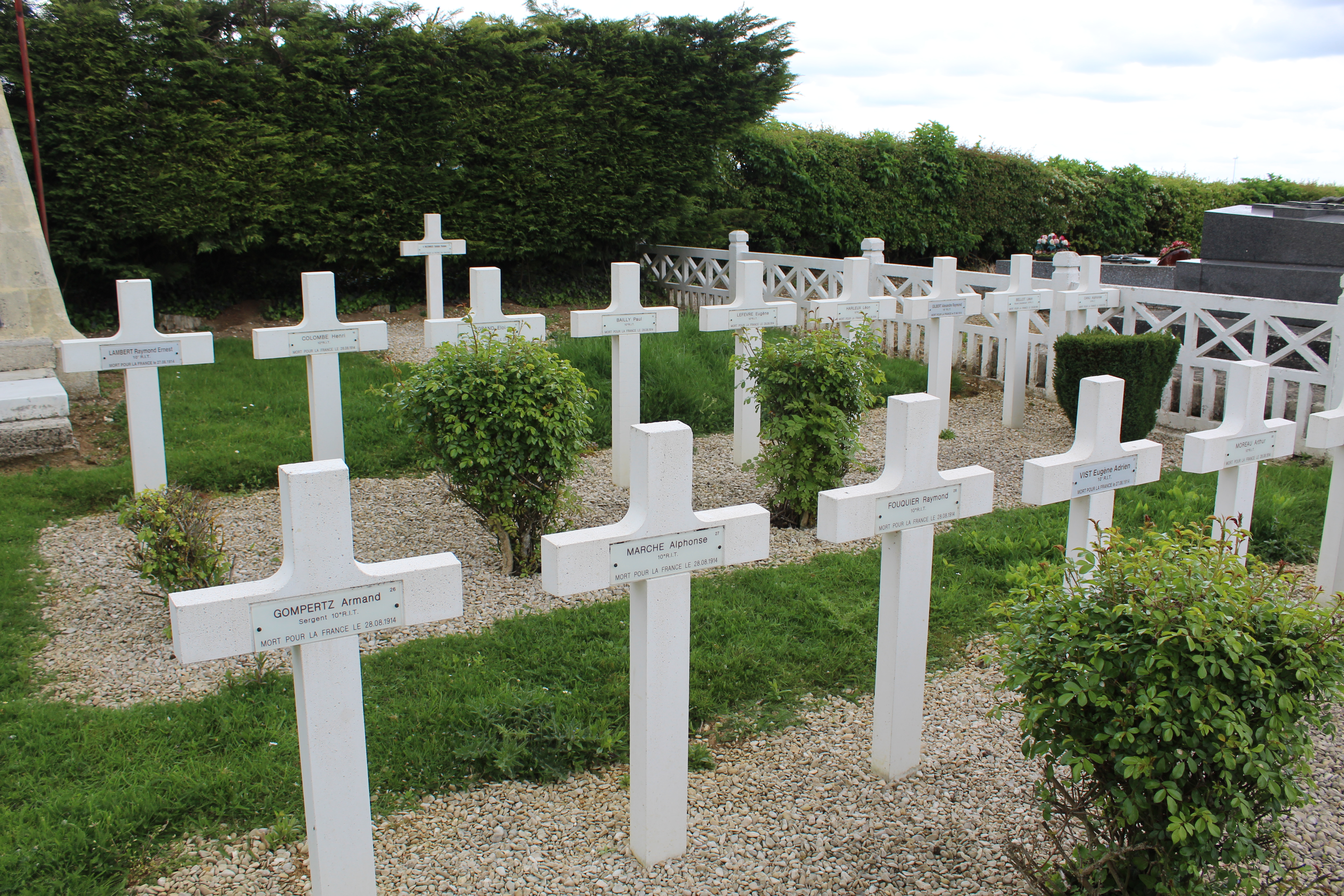

## Tombes
| Pays   | Tombes |
| ------ | ------ |
| France | 34     |